# Gabriele Zwiehoff
Gabriele Zwiehoff (* 1956) ist eine deutsche Juristin und Hochschullehrerin.

## Leben
Nach der Promotion 1986 in Hagen zum Dr. iur. und der Habilitation 1999 ebenda wurde sie 2001 zur Professorin für Strafrecht und Strafprozessrecht an der FernUniversität in Hagen ernannt. Sie ist langjährig an der Hagen Law School für die Fachanwaltsausbildung tätig.

## Schriften (Auswahl)
- Die Rechtsbehelfe des Strafgefangenen nach §§ 109 ff. StVollzG. Hagen 1986, OCLC 1072390514.
- Das Recht auf den Sachverständigen. Beiträge zum strafprozessualen Beweisrecht. Baden-Baden 2000, ISBN 3-7890-6046-1.
- Die provozierte Tötung. Zur Tatbestandsqualität der Provokationsvariante des § 213 StGB. Baden-Baden 2001, ISBN 3-7890-7080-7.
- Der Befangenheitsantrag im Strafverfahren. Berlin 2003, ISBN 3-8305-0546-9.